# Уильямсон, Джозеф
Сэр Джозеф Уильямсон (англ. Joseph Williamson, 1633—1701) — британский государственный деятель, дипломат и политик, член палаты общин Англии с 1665 по 1701 годы, палаты общин Ирландии с 1692 по 1699 годы, Государственный секретарь Северного департамента в 1674-79 годах.

## Биография
Джозеф Уильямсон родился в деревне Брайдкерк, графство Камбрия, где его отец служил викарием. Отец Джозефа умер, когда сын был ещё очень маленьким, и мать Джозефа вышла замуж за преподобного Джона Ардери. Джозеф получил образование в Вестминстерской школе в Лондоне и Куинс-колледже Оксфордского университета.
В 1660 году Уильямсон поступил на службу к сэру Эдварду Николасу, государственному секретарю Южного департамента, занимавшему эту должность до 1662 года, после чего служил у преемника Николаса, сэра Генри Беннета, впоследствии графа Арлингтона. В 1665 году Уильямсон участвовал в создании правительственной газеты The London Gazette.
В 1669 году Уильямсон был избран депутатом парламента от округа в Тетфорде (графство Норфолк) и переизбирался по этому округу до 1685 года. В 1672 году Уильямсон был удостоен личного рыцарства и получил должность четвёртого Клерка Тайного совета.
Во время Третьей англо-голландской войны (1672—1674) Джозеф Уильямсон разрабатывал план высадки специально сформированной английской армии в Нидерландах, но она оказалась невостребованной, и после битвы при Текселе и заключения с Нидерландами Вестминстерского договора 1674 года война была окончена.
В 1673 и 1674 годах Уильямсон представлял Великобританию на конгрессе в Кёльне, а в 1674—1679 годах занимал должность государственного секретаря Северного департамента. В 1677 году Уильямсон стал третьим по счёту президентом Королевского общества и занимал эту должность до 1680 года, но его интересы были сосредоточены не на научных проблемах, а на антиквариате.
Незадолго до завершения службы на посту государственного секретаря Северного департамента Уильямсон был арестован по обвинению в причастности к вымышленному папистскому заговору, но вскоре был освобожден по приказу короля Карла II. Уильямсон был одним из немногих министров, которые открыто выражали своё неверие в папистский заговор, поэтому постоянно был объектом нападок, в частности, со стороны Израиля Тонга, одного из политических провокаторов, инсценировавших заговор.
Во время «папистского заговора» Джозеф Уильямсон женился на Кэтрин Стюарт, баронессе Клифтон, дочери Джорджа Стюарта, 9-го сеньора д’Обиньи, и сестре Чарльза Стюарта, 3-го герцога Ричмонд, представителя младшей ветви династии Стюартов. Кэтрин за три месяца до этого овдовела, её первый муж, Генри О’Брайен, лорд Ибрекен, от брака с которым у неё было несколько детей, был старым другом Джозефа. У Джозефа Уильямсона и Кэтрин не было общих детей. Эта женитьба укрепила политические позиции Уильямсона, но породила в обществе массу сплетен о том, что Уильямсон и Кэтрин были любовниками во время её первого брака.
В 1678—1679 годах Джозеф Уильямсон представлял Англию в ходе заключения Нимвегенских мирных договоров, а в 1678 году он подписал первый договор о разделе Испании.
В 1690 году Уильямсон был избран членом парламента от Рочестера (графство Кент) и занимал этот пост до 1701 года, а также трижды избирался членом парламента от Тетфорда. В период с 1692 по 1695 годы Уильямсон был также депутатом палаты общин Ирландии от округа Клэр. В 1695 году он представлял в британском парламенте Порталингтон в течение нескольких месяцев, а затем город Лимерик до 1699 года.
Уильямсон умер в Кобхеме, графство Кент, 3 октября 1701 года, и был похоронен в Вестминстерском аббатстве, где через год была похоронена и его супруга. К концу жизни Уильямсон скопил большое состояние и сумел погасить большие долги, оставленные братом жены. Кроме того, Уильямсон оставил £ 6000 и свою библиотеку для Куинс-колледжа в Оксфорде; £ 5000 для учреждения в Рочестере математической школы, названной в его честь, и £ 2000 — городу Тетфорду.

## В массовой культуре
Образ Уильямсона выведен в детективном сериале Томаса Челоунера по произведениям Сусанны Грегори, в котором он играет «злодейскую» роль; его жена и её первый муж появляются в седьмой серии, The Piccadilly Plot.